# Kabul Serena Hotel
Kabul Serena Hotel är ett femstjärnigt hotell i centrum av Kabul i Afghanistan. Hotellet, som ägs av afghanska staten invigdes år 1945 och renoverades år 2005. Det har traditionellt sett räknats som en trygg plats för utlänningar och besökts av diplomater och internationella gäster. Australiens ambassad hade kontor på hotellet till maj  2021.
Hotellet, som har utsikt över Zarnegarparken, har 177 rum och omges av en trädgård. 

## Terrorattacker
Hotellet har utsatts för flera terrorattacker. 
Den 14 januari 2008 trängde fyra män från Taliban in på hotellet, där en norsk delegation med den norska utrikesministern Jonas Gahr Støre i spetsen uppehöll sig. Terroristerna hade bombvästar och sprängde en av dem utanför entrén och en inne i byggnaden. Sju personer, varav en norsk journalist, dödades och sex skadades. Två av terroristerna sprängde sig själva  ihjäl och en dödades av säkerhetsvakter medan den fjärde arresterades. Utrikesminister Støre fördes i säkerhet och avbröt senare sin resa.
I samband med firandet av det persiska nyåret, nouruz, den 20 mars 2014 dödades nio personer i en masskjutning i hotellets restaurang. Skjutningen, som pågick i mer är två timmar, utfördes av  fyra unga talibananhängare som hade smugglat in vapen i skorna. Alla attentatsmännen dödades. Flera  utländska valobservatörer, som skulle övervaka presidentvalet i Afghanistan, bodde på hotellet vid tillfället.
I januari 2018 dödades minst 22 personer i en attack mot hotellet. Beväpnade män i arméuniform sköt ned hotellgäster och tog många andra som gisslan, och det privata säkerhetsföretag som ansvarade för bevakning uppges ha flytt utan strid. Det delvis brinnande hotellet belägrades under 14 timmar, tills afghanska och västerländska säkerhetsstyrkor återtog kontrollen. Talibanerna tog på sig ansvaret för attacken.